# پایگاه نیروی هوایی اوففوت
پایگاه نیروی هوایی اوففوت (به انگلیسی: Offutt Air Force Base) یک فرودگاه است . این فرودگاه در شهر اوماها کشور ایالات متحده آمریکا قرار دارد .